# Anglefort
Anglefort es una comuna francesa situada en el departamento de Ain, de la región de Auvernia-Ródano-Alpes.

## Geografía
Está ubicada al este del departamento, a orillas del río Ródano.

## Demografía
| 438 | 528 | 697 | 714 | 687 | 769 | 900 | 1 108 | 1 115 |
| Para los censos de 1962 a 1999 la población legal corresponde a la población sin duplicidades (Fuente: INSEE [Consultar]) |     |     |     |     |     |     |       |       |